# Blasteroids
Blasteroids è il quarto e ultimo videogioco della saga di Asteroids. Fu prodotto da Atari Games nel 1987 in versione arcade e pubblicato da Image Works nel 1989 per i computer Amiga, Amstrad CPC, Atari ST, Commodore 64, MSX, MS-DOS e ZX Spectrum. Blasteroids è il seguito di Space Duel (1982).

## Modalità di gioco
Il funzionamento di base è sempre quello tipico della saga: si controlla un'astronave, vista dall'alto su un'area di gioco bidimensionale, che può ruotare su sé stessa e accelerare e deve sparare a pericolosi asteroidi, che prima vengono ridotti in pezzi più piccoli, infine distrutti.
Rispetto al predecessore Space Duel, Blasteroids introduce alcune novità, fra cui la scelta tra quale fra le 4 diverse aree di gioco, aree che rappresentano altrettanti sistemi stellari da ripulire dai nemici, iniziare la partita. La scelta viene compiuta dirigendo la navicella in uno dei 4 vortici spazio-temporali che danno accesso ai sistemi stellari.
Viene introdotto il concetto di carburante: a differenza dei suoi predecessori, in cui le navicelle dei giocatori erano dotate di una riserva infinita di propellente per i motori, in Blasteroids ogni manovra consuma carburante, che coincide anche con l'energia vitale della navicella. Questo può essere ricaricato catturando dei cristalli che appaiono dopo che si è sparato a degli asteroidi colorati che compaiono a volte nell'area di gioco. Questi asteroidi non compaiono in tutti i livelli, per cui se il carburante finisce la navicella viene distrutta.
Distruggendo i vari tipi di astronavi ostili che occasionalmente appaiono, si ottengono numerosi power-up come cannoni addizionali, serbatoi più capienti, scudi invulnerabili e magneti per attirare i cristalli.
Oltre ai normali asteroidi troviamo anche degli asteroidi popcorn: questo nuovo tipo di masso stellare aumenta progressivamente di grandezza e rallenta ad ogni colpo ricevuto, fino a fermarsi del tutto in mezzo allo schermo. Questi oggetti indistruttibili vanno evitati a tutti i costi in quanto un'eventuale collisione con gli stessi prosciugherà tutta l'energia della nave.
Ogni volta che il giocatore completa uno schema viene reindirizzato a una vista d'insieme del sistema in cui sta giocando dove ogni settore, pulito oppure da pulire, mostra un'anteprima dello stesso. Alcuni settori sono marcati come "sconosciuto" e il giocatore non ha nessuna anteprima di cosa lo aspetta affrontandolo.
Al completamento di ognuno dei 4 sistemi stellari il giocatore dove affrontare il boss Mukor, una massa verde vivente, per poter passare al sistema successivo. Mukor presenta tutto intorno dei tubi che lanciano proiettili mortali: il giocatore deve colpire ripetutamente i tubi per distruggerli. Ogni volta che un tubo viene distrutto, questo rilascia dei power-up raccoglibili dal giocatore. Quando tutti i tubi sono stati distrutti, Mukor si ritira e il giocatore ha pulito completamente il sistema stellare. Quando il giocatore ha ripulito tutti i sistemi stellari, affronta un'altra volta Mukor: questa volta il boss dovrà essere distrutto definitivamente. Una volta fatto, il gioco termina.

### Configurazioni della navicella
La navicella del giocatore può assumere tre diverse configurazioni perfettamente intercambiabili in tempo reale durante il gioco. Ognuna di esse si differenzia per grandezza, velocità e potenza di fuoco:
- Speeder: è piccola e veloce ma dotata di una scarsa potenza di fuoco.
- Fighter: è media e ha la maggiore potenza di fuoco.
- Warrior: è grande e resistente, ma dotata di scarsa mobilità.

Nella modalità multiplayer, le navicelle di entrambi i giocatori si possono unire, ma solo se uno controlla una nave di tipo Warrior e l'altro una nave di tipo Speeder: facendole entrare a contatto le 2 navicelle si uniscono in un'unica nave più grande. Il giocatore che controllava la Warrior piloterà il nuovo velivolo, potendo cambiarne direzione e velocità, mentre quello che controllava la Speeder comanderà una torretta in grado di sparare in qualunque direzione indipendentemente dalla direzione di volo.

## Sviluppo
Il gioco fu progettato e programmato da un gruppo di programmatori capitanato da Ed Rotberg coadiuvato da Peter Lipson, Gary Stempler, Sam Comstock, Rob Rowe, Mike Hally, Brad Fuller, Mike Albaugh e Chris Downend.
Il progetto originale comprendeva anche sessioni di gioco accessibili solo con una determinata configurazione della navicella ma un'improvvisa accelerata del progetto rese impossibile l'implementazione di tale sistema nella versione finale.
Gli sfondi, le immagini delle navicelle e gli altri ostacoli del gioco furono digitalizzati da oggetti reali. Gli asteroidi furono digitalizzati da Industrial Light and Magic, una società del gruppo Lucasarts leader nel settore degli effetti speciali.